# Зубарев, Артём Сергеевич
Артём Сергеевич Зубарев (род. 12 августа 1980, Уфа) — российский хоккеист, защитник, тренер. Мастер спорта России.

## Биография
Воспитанник «Салавата Юлаева», тренер Геннадий Казаков. Выступал за команды «Новойл» (1995/96 — 1998/99), «Салават Юлаев» (1996/97 — 2000/01, 2005/06 — 2006/07), «Салават Юлаев-2» (1999/2000 — 2000/01, 2005/06 — 2006/07), «Кристалл» Саратов (2000/01),
«Нефтяник» Альметьевск (2001/02 — 2004/05), ХК МВД и ХК МВД-2 (2007/08), «Крылья Советов» (2008/09), «Торос» Нефтекамск (2009/10 — 2012/13, 2014/15), «Рубин» Тюмень (2013/14), «Бейбарыс» Атырау (Казахстан, 2015/16).
Чемпион России (юноши U-14, 1994, «Трактор-1» Челябинск). Чемпион ВХЛ (4): 2012—2015. Чемпион Казахстана (2016).
Тренер в командах «Иртыш» Павлодар (2017/18), «Бейбарыс» (2018/19, чемпион Казахстана). Тренер в школе хоккея «Территория хоккея» (Уфа).
Младший брат Андрей и сын Артём также хоккеисты.